# シカ
シカ（鹿、英語: Deer）は、鯨偶蹄目シカ科 (Cervidae) に属する哺乳類の総称である。ニホンジカ、トナカイ、ヘラジカなどが属しており、約16属36種が世界中の森林などに生息している。 

## 特徴
オスは枝分かれしたツノを持ち、枝角（アントラー）と呼ばれる。多くのシカ科のメスはツノを持たないがトナカイはオスメス共にツノを持つ。ウシ科の動物のツノ（洞角）は骨の芯を角質が覆っており生え替わらずに一生伸び続けるが、シカのツノ（枝角）は骨組織からなり、毎年生え替わる。春季の生えたばかりの角は柔らかく表皮に覆われているが、秋季の骨化した角は固く、表皮は脱落する。
体の大きさは体重6-8kg程度のプーズー (チリに生息) から、体重800kgにも及ぶヘラジカ (ムース) まで様々である。
草食性で、ウシのように4つに分かれた胃を持ち、反芻による消化を行う。

## 分類

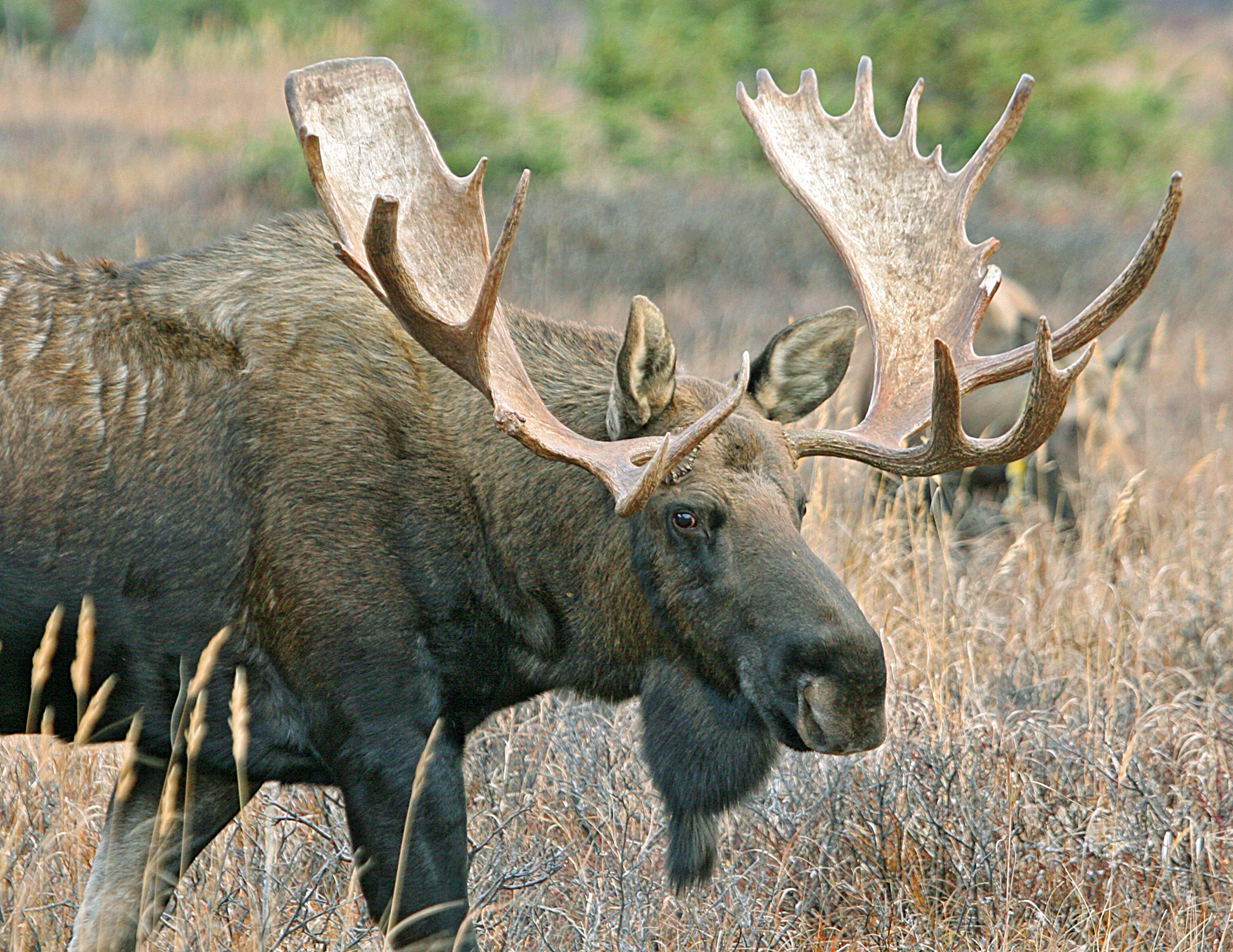
ヘラジカ Alces alces

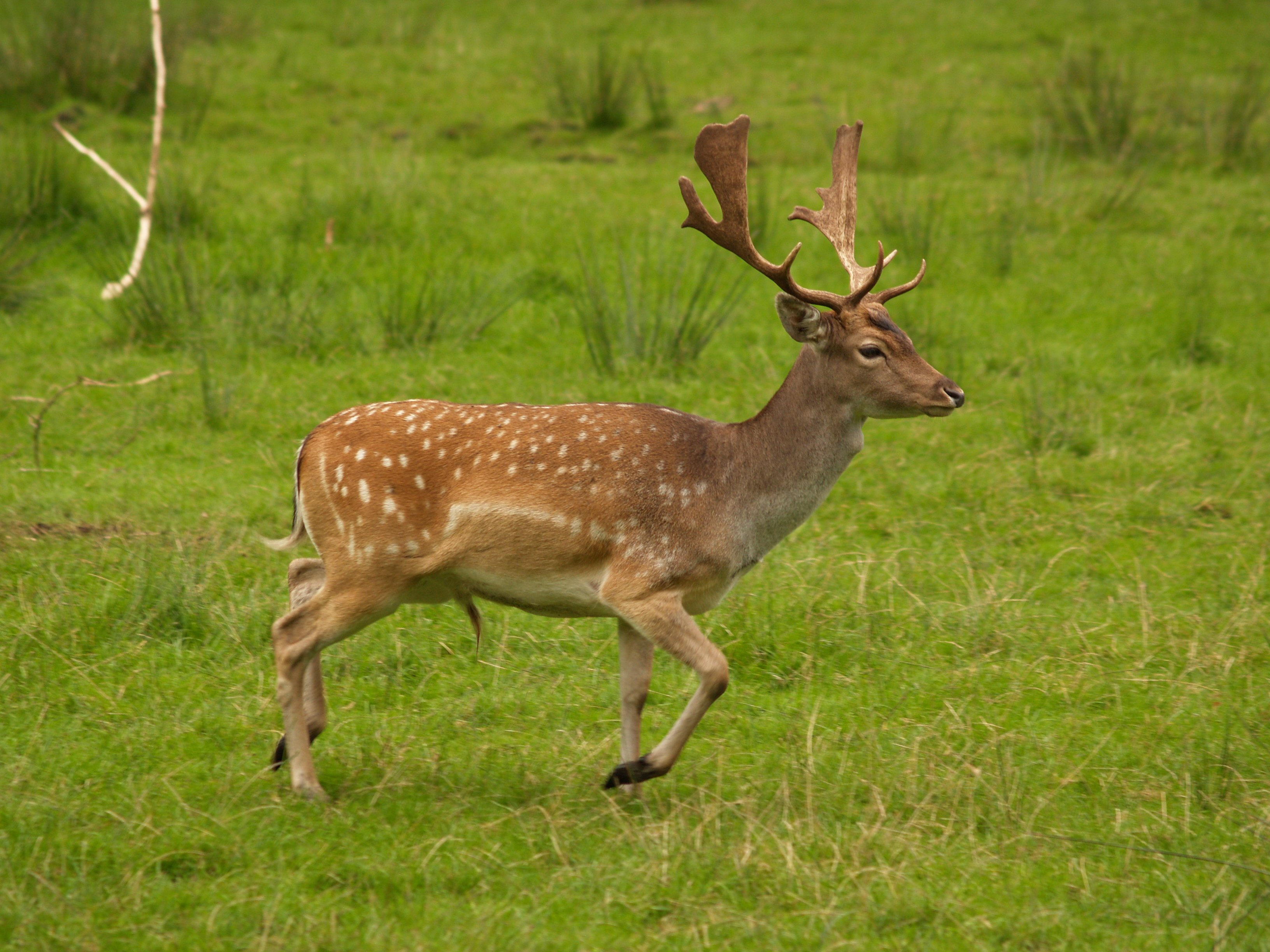
ダマジカ Dama dama

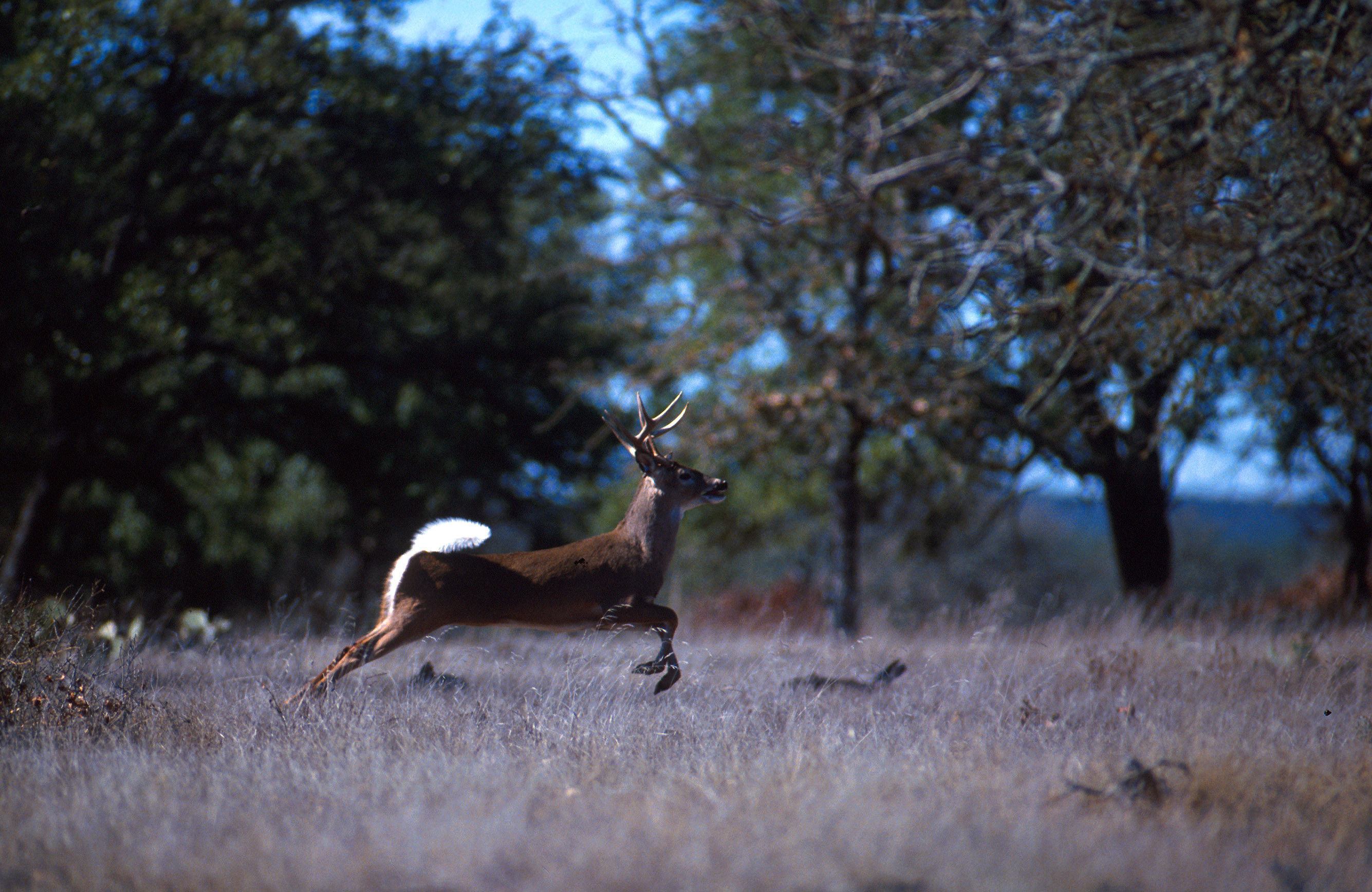
オジロジカ Odocoileus virginianus

シカ科には現生のもので約17–19属、三十数種が属する。次のような分類体系が提唱されている。
- シカ亜科 Cervinae Goldfuss, 1820
  - ホエジカ族 Muntiacini Pocock, 1923
    - マエガミジカ属 Elaphodus - マエガミジカのみ
    - ホエジカ属 Muntiacus - インドキョン、キョン、マエガミホエジカなど

  - シカ族 Cervini Goldfuss, 1820
    - アクシスジカ属 Axis -アクシスジカ、ホッグジカなど
    - バラシンガ属 Rucervus - バラシンガ、ションブルクジカ
    - ダマジカ属 Dama - ダマジカ、ペルシアダマジカ
    - †メガロケロス属 Megaloceros - ギガンテウスオオツノジカなど
    - †シノメガケロス属 Sinomegaceros - ヤベオオツノジカなど
    - ターミンジカ属 Panolia - ターミンジカ
    - シフゾウ属 Elaphurus - シフゾウ
    - サンバー属 Rusa - サンバー、ルサジカ等
    - シカ属 Cervus - アカシカ、ニホンジカ、ワピチ、クチジロジカ
- オジロジカ亜科 Capreolinae Brookes, 1828
  - ヘラジカ族 Alceini Brookes, 1828
    - ヘラジカ属 Alces - ヘラジカのみ
    - †Cervalces ケルヴァルケス

  - ノロジカ族 Capreolini Brookes, 1828
    - †Procapreolus
    - ノロジカ属 Capreolus - ノロジカ、シベリアノロジカ
    - キバノロ属 Hydropotes - キバノロのみ

  - オジロジカ族 Odocoileini Pocock, 1923
    - †Pavlodaria
    - トナカイ属 Rangifer - トナカイのみ
    - オジロジカ属 Odocoileus - オジロジカ、ミュールジカなど
    - アメリカヌマジカ属 Blastocerus - アメリカヌマジカのみ
    - ゲマルジカ属 Hippocamelus
    - マザマ属 Mazama - アカマザマ等
    - パンパスジカ属 Ozotoceros - パンパスジカのみ
    - プーズー属 Pudu - プーズー、オナシプーズー

なお、カモシカはウシ科、ジャコウジカはジャコウジカ科であり、真のシカではない。

### ニホンジカ
日本国内で単にシカと言うときは、ニホンジカ Cervus nippon を指すことが多い。1980年（昭和55年）頃に房総半島で野生化した外来種のキョンを除き、ニホンジカは日本に分布する唯一のシカ科動物であり、大きな哺乳類の少ない日本ではニホンカモシカと並ぶ代表的な大型動物である。
なお、ニホンジカは、他国に分布する亜種も含め、英語では一般的に「sika deer」（「sika」は日本語の「シカ」に由来）と呼ばれる。

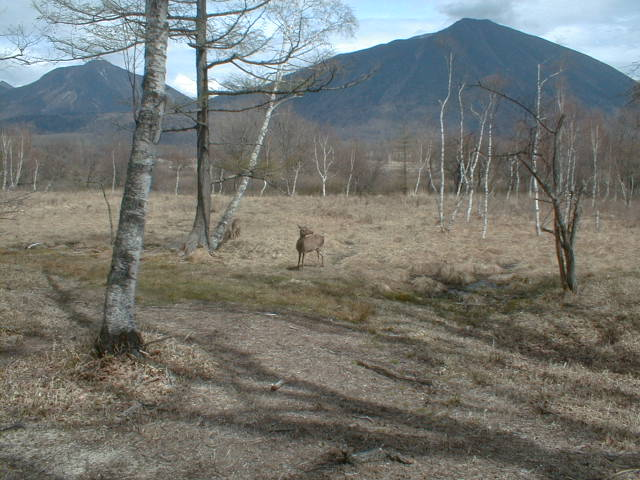
奥日光より望む男体山（右側）と戦場ヶ原の鹿。

## 関連する文化
日本の文化におけるシカについては「ニホンジカ#人間との関係」の項も参照。

### 伝説・逸話
世界各地の山野に数多く生息していたシカ科の動物はほとんどの民族の文化に対して古くから重要な影響を与えていたと思われる。後世の文化においては、シカは「俊敏」「非力」などの象徴として、また時には峻険な山岳地の象徴として用いられることがある（カモシカも参照）。
- ギリシア神話では、月の女神アルテミスの水浴を見たアクタイオーンが鹿に姿を変えられている。
- 道教の伝承に登場する仙人がしばしば乗騎とするのが白鹿である。太上老君は青牛を乗騎とするが、白鹿を乗騎としたという伝承もある。
- トナカイは古来ソリを引く使役や荷役にも利用され、クリスマスにサンタクロースのソリを引く『赤鼻のトナカイ』の伝説にもなった。
- 鹿島神宮・春日大社などで神使とされる。古事記において、オオクニヌシに国譲りをさせる際、アマテラスは使者としてアメノオハバリを選び、その伝令にアメノカク（天迦久）を派遣したとあり、このアメノカクが鹿の神とされる（「迦久」は鹿児を意味する）[2]。アメノオハバリは自分の代わりに息子のタケミカヅチをオオクニヌシのもとに差し向け国譲りを承諾させるが、このタケミカヅチが鹿島神宮の祭神であり、その後平城京鎮護のために春日大社にも分霊された。
- 鵯越：12世紀末、治承・寿永の乱（源平合戦）の折りに一ノ谷に陣を構えた平家の軍を攻めるため源氏は、海岸沿いから正面を攻める軍勢と背後の山地から奇襲を行う軍勢の二手に分かれた。源義経率いる奇襲部隊が目指した平氏の背後の山は「鵯越（ひよどりごえ）」と呼ばれる崖のごとき急坂で、とても軍の主軸である騎馬を下ろせるルートではないと思われた。しかし現地の者からこの鵯越をシカが通っていることを聞いた義経は「鹿も四つ足、馬も四つ足、鹿が越す坂ならば、馬も越せぬ道理はない」とこの急坂を駆け下りるよう軍勢に指示した。これが「鵯越の逆落とし」である。このルートからの奇襲など全く念頭になかった平家は3千騎とも言われる源氏の奇襲に慌てふためき、一気に総崩れとなった。ただし現在の六甲山には鹿は生息していない。また過去に生息していたかどうかも不明。
- 児玉党の武士である富田親家は、和田合戦時、和田氏軍に味方し、幕府軍に捕えられるも、源実朝の御前で奥州産の大鹿の角を一度に2本へし折る力芸を見せたことで、助命され、領地まで与えられている。
- 鹿の遠音：古来。鹿の遠音を愛でるのは、文化人・風流人の嗜みであった。1835年（天保6）刊行の『鳩翁道話』（柴田鳩翁 口述）にはこんな逸話が載る。ある秋の夜、男数人が連れ立って知り合いの和尚のいる山寺を訪ね、鹿の音を愛でる酒宴を催した。和歌を詠んだり詩を作ったりして待ち侘びたが、その夜に限って鹿が一向に鳴かない。そのうち、ひとりが「ウチの二十二歳の息子ときたら、遊所通いばかりして商売は上の空。先行きが心配で、今宵の酒は飲んでも飲んでもちっとも酔えない」と愚痴った。すると別の男は「あなたの稼いだ銭金を実の息子さんがお使いになる、大いに結構じゃございませんか。あたしなぞは長年、信をおいてきた使用人に、つい先ごろ店の金を持ち逃げされました」と嘆いた。これを聞いた別のひとりは「所詮カネで解決できるんだから、お二人はまだマシですよ。ウチは嫁姑の仲が悪く、間に立たされた私は毎日辛くて・・・」と号泣した。やがて、ある人がはっと我に返り「皆さん、私たちはこんな話をするために今宵ここへ集まったのではありません。それにしても、いつになったら鹿が鳴いてくれるのか」とぼやきながら障子を開けると、庭には一頭の大鹿がぬっと立っていた。驚いた男が「お前さん、ここで一体何をしておる？」と訊ねると、大鹿が言うには「人間がなくのを聴いておりました。」
- 本多忠勝 - 鹿の角を象った「鹿角脇立兜」で知られる。

### 創作等
- 『バンビ』- フェーリックス・ザルテン作の童話およびディズニーのアニメ。転じて、仔鹿の俗称としても用いられる。
- 『子鹿物語』- マージョリー・キナン・ローリングス作の児童文学および1946年のアメリカ映画、1983年（昭和58年）の日本のアニメ
- 『仔鹿物語』- 釧路湿原を舞台とした1991年（平成3年）の日本映画
- 『片耳の大シカ』（椋鳩十）
- 『シートン動物記 -サンドヒル・スタッグ-』（谷口ジロー/シートン）
- しかお、しかこ、アントン - Jリーグ・鹿島アントラーズのマスコット
- 『鹿男あをによし』 - 万城目学作のファンタジー小説およびそれを基にした2008年（平成20年）のテレビドラマ
- 『しかのこのこのここしたんたん』（おしおしお作の漫画作品および2024年のテレビアニメ）
- CI-CA - 奈良交通で使用できるIC交通カード
- 『奈良の春日野』 - 吉永小百合が歌唱した楽曲。
- しずてつジャストライン小鹿営業所 - 営業所の所在地の知名に因み、営業所のペットマークに鹿が描かれている
- 日本の道路標識では警戒標識として「動物が飛び出すおそれあり」の標識にシカのシルエットがデザインされている。

### 派生した俗語
しかと
しらばっくれたり知らないふりをすること。花札の10月の札に描かれている鹿が横を向いていることから。「鹿十（しかとう）」。博徒の隠語に由来する洒落言葉である。

### 利用

#### 鹿肉
日本では鹿肉のことを「もみじ」と呼び、様々な肉料理に調理される。味は一般に柔らかい牛肉に近い。「もみじ」という呼び名は馬肉を「さくら」、イノシシ肉を「ぼたん」と呼ぶのと同様の隠語で、鹿肉は「鹿」が秋の季語であることから紅葉を連想したもの、あるいは花札の「鹿にもみじ」の絵札から連想したものとされる。

#### 皮革
鹿の皮は細かい繊維が緻密に絡み合った独特な構造をしており柔らかで滑らかである。鹿革（ディアスキン）は通気性や保温性に優れ手袋や衣料に用いられる。日本では武具の材料としてよく用いられた。
また、油でなめしたものをセーム革といいカメラのレンズや宝飾品の汚れ落とし、洗車用品、ガソリンの濾過などに用いられる。

#### 鹿角
枝角はナイフの柄やボタンなどに用いられている。鹿の枝角は、アントラ（Antler）と呼ばれている。鹿の角（鹿茸）は乾燥粉末や黒焼末は様々な効能を持つとして民間療法で用いられる。

### 見ることのできる名所
- 奈良公園・若草山 - 「奈良の鹿」として天然記念物に指定されている。
- 宮島 - 宮島の鹿
- 牡鹿半島・金華山

## 衝突事故

車道に現れたシカ（2012年、群馬県）

体重が1トン前後になるヘラジカは道路で交通事故に遭うことがある。その体重ゆえに衝突衝撃で車両に乗車している人間及び車両に多大な影響を与える。視界の悪い屈曲部などで衝突した車両にあっては、時に運行できなくなるほど大破する。北欧では事故に遭ったヘラジカ（エルグ、エルク）により雪上に数mにわたって路面が血にそまり、観光客を驚かすことがある。したがって日本国内における野生動物保護における小動物の警告や注意喚起とは若干主旨が異なる。群れのいる地域や生息が確認されている地域では「野生動物に注意」と共に「エルグに注意」との交通標識がありヘラジカの絵が描かれ衝突事故への注意を喚起している。

シカ注意の標識

日本国内においても、エゾシカが増加している道東・道北では群れが活発に移動する春や秋を中心に衝突事故が多発するため、ビラなどで注意喚起が行なわれる。エゾシカはニホンジカの中でも成体が100キログラムを超える大型の亜種であり、衝突すると車両が大破することがあり注意が必要である。なお、競馬用の競走馬の体重は500キログラム程度である。
シカと鉄道車両との衝突事故は長年の懸案であるが、ライオンの糞尿を線路に散布する方法が考案実用化されてから事故は激減した。シカがライオンの匂いに怯えて線路に立ち寄らなくなるからである。しかし、減少したとはいえ個体数が多いために、北海道では根室本線を中心に毎日のように衝突事故が発生することがある。自動車とエゾシカの衝突例も非常に多い。エゾシカは自動車を怖がらず、クラクションを鳴らしても逃げなかったり、路上で立ち止まる性質があり、高速で正面から近づいても逃げずに正面衝突にいたる事例が多い。特に北海道では自動車もスピードを出すため、エゾシカに気づいてからクラクションを鳴らしてもエゾシカは逃げず、衝突する事例が多い。根室管内だけでも、1年間に300から400件の衝突事故があり、平均すると1日1件以上となる。
シカと列車の衝突事故の原因が究明されるなかで、シカは鉄分を摂取するために鉄道敷地内へ入り、線路を舐めるのが原因で列車と衝突することが発見され、シカの誘引材が開発され、2016年度グッドデザイン賞を受賞した。
近鉄全線においても、2008年（平成20年）の鹿との接触事故が129件、2015年（平成27年）には288件と増加傾向にあった。そこで近鉄は京三製作所、モハラテクニカと共同でシカとの共存をコンセプトに「シカ踏切」を開発した。2016年（平成28年）5月に大阪線東青山駅（三重県津市）付近におよそ1km、2017年（平成29年）3月に榛原駅（奈良県宇陀市から室生口大野駅（奈良県宇陀市）の間におよそ1km設けられた。「シカ踏切」とは、線路内侵入防止システムであり、列車運行時はシカの嫌う超音波を発出してシカの線路内侵入を防止する。このシステムを導入ののち、シカとの接触はほぼなくなったという。